# Nikostratos (persischer Feldherr)
Nikostratos war im vierten Jahrhundert v. Chr. ein aus Argos stammender griechischer Feldherr, der unter Artaxerxes III. kurzfristig in der persischen Armee tätig war.
Der griechische Geschichtsschreiber Diodor berichtet im Zusammenhang mit dem Aufstand des sidonischen Königs Tennes um 346/345 v. Chr. sowie von den Vorbereitungen auf den späteren Feldzug gegen Ägypten, dass in das Heer des Artaxerxes III. 10.000 Griechen integriert wurden, darunter auf besonderen Wunsch des persischen Großkönigs 4.000 Söldner aus verschiedenen griechischen Städten. Von diesen 4.000 Söldnern soll Nikostratos 3.000 Griechen befehligt haben.
Nach Diodor soll Nikostratos in der von Artaxerxes III. im Winter 342/341 v. Chr. geführten Eroberungsschlacht gegen Ägypten gemeinsam mit dem persischen Chiliarch Aristazanes eines der drei Angriffsheere geführt haben, die zuerst gegen Pharao Nektanebos II. vorgingen, während sich Artaxerxes III. zunächst im Hintergrund gehalten haben soll. Die Streitkräfte des Nikostratos und Aristazanes sollen 5.000 Elite-Söldner (also 2000 mehr als einige Jahre zuvor) sowie 80 Trieren umfasst haben (die 346/345 v. Chr. in Zusammenhang mit Nikostratos nicht genannt werden).
In Nachahmung des mythischen Helden Herakles trat Nikostratos angeblich bei Kriegshandlungen mit Löwenfell und Keule auf.
Die von Diodor vorgenommene Verherrlichung griechischer Feldherren und Soldaten ist markant. Sie werden in seinen Erzählungen immer wieder an vorderster Kriegsfront für besonders schwierige Aufgaben herangezogen, ergänzend sind ihre taktischen Ratschläge gefragt. Diese Eigenschaften spricht Diodor den Persern, Ägyptern oder Sidoniern ab, denn sie sind es, die der griechischen Hilfe bedürfen. Die Angaben Diodors sind daher insgesamt sehr fragwürdig, weshalb eine sichere historische Bestätigung der beschriebenen Einzelheiten nicht vorgenommen werden kann.
337 v. Chr. ist Nikostratos wieder in Argos bezeugt, wo er als politischer Konkurrent des Phayllos hervortrat.